# Akkrum
Akkrum je vas v nizozemski provinci Frizija, ki spada pod občino Boarnsterhim; nahaja se okoli 17 km južno od mesta Leeuwarden. Trenutno ima okoli 3300 prebivalcev.